# Sten Pettersson
Sten Karl Leopold Pettersson (ur. 11 września 1902 w Sztokholmie, zm. 1 czerwca 1984 tamże) – szwedzki lekkoatleta (płotkarz i sprinter), medalista olimpijski z 1924.
Swój największy sukces odniósł na igrzyskach olimpijskich w 1924 w Paryżu, gdzie zdobył brązowy medal w biegu na 110 metrów przez płotki, za Danielem Kinseyem ze Stanów Zjednoczonych i Sidneyem Atkinsonem ze Związku Południowej Afryki.
W 1925 otrzymał Svenska Dagbladets guldmedalj, nagrodę dla najlepszego sportowca Szwecji w tym roku.
Na igrzyskach olimpijskich w 1928 w Amsterdamie Pettersson zajął 4. miejsce w finale biegu na 400 metrów przez płotki. Również 4. miejsce zajęła szwedzka sztafeta 4 × 400 metrów w składzie: Björn Kugelberg, Bertil von Wachenfeldt, Erik Byléhn i Pettersson na ostatniej zmianie. W biegu na 110 metrów przez płotki Pettersson odpadł w półfinale.
Wystąpił również na igrzyskach olimpijskich w 1932 w Los Angeles, gdzie odpadł w półfinale biegu na 400 metrów przez płotki oraz w eliminacjach biegu na 400 metrów.
Na pierwszych mistrzostwach Europy w 1934 w Turynie odpadł w półfinale biegu na 110 metrów przez płotki.
Zdobył 22 tytuły mistrza Szwecji:
- bieg na 100 metrów – 1925, 1926
- bieg na 200 metrów – 1925, 1927, 1928
- bieg na 400 metrów – 1928
- bieg na 110 metrów przez płotki – 1923-1926, 1930, 1933
- bieg na 400 metrów przez płotki – 1923, 1925-1930
- skok wzwyż z miejsca – 1923-1925

Trzykrotnie poprawiał rekord Szwecji w biegu na 110 metrów przez płotki, doprowadzając go do wyniku 14,7 s (18 września 1927 w Sztokholmie). Dwukrotnie ustanawiał rekord w biegu na 400 metrów przez płotki do wyniku 52,4 s (7 sierpnia 1928 w Kolonii). Ustanowił rekord w sztafecie 4 × 400 metrów (3:15,8 5 sierpnia 1928 w Amsterdamie). Wyrównał także rekord Szwecji w biegu na 200 metrów czasem 21,9 s 25 sierpnia 1928 w Sztokholmie.